# Monument voor Karel Van Wijnendaele

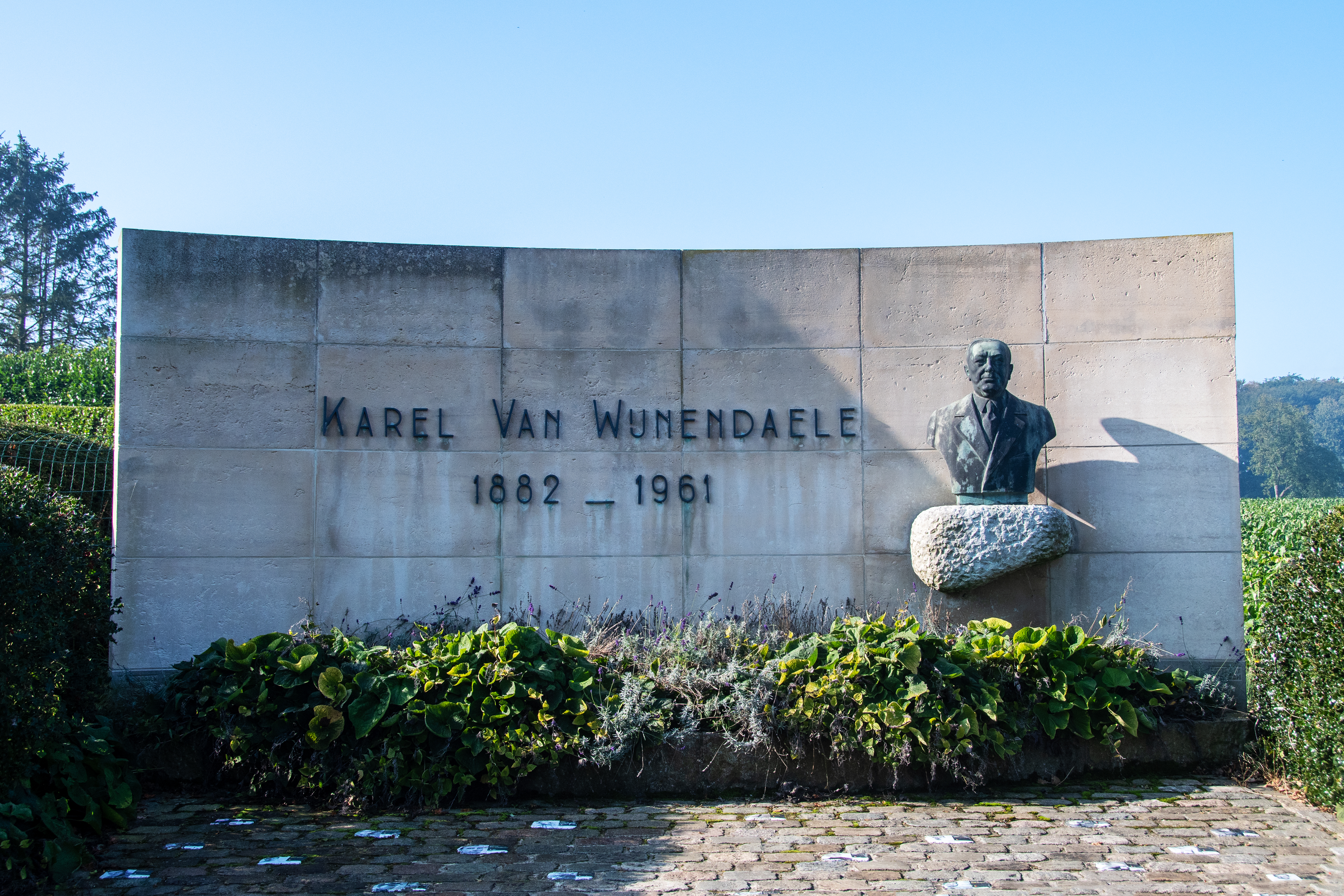
Monument voor Karel Van Wijnendaele

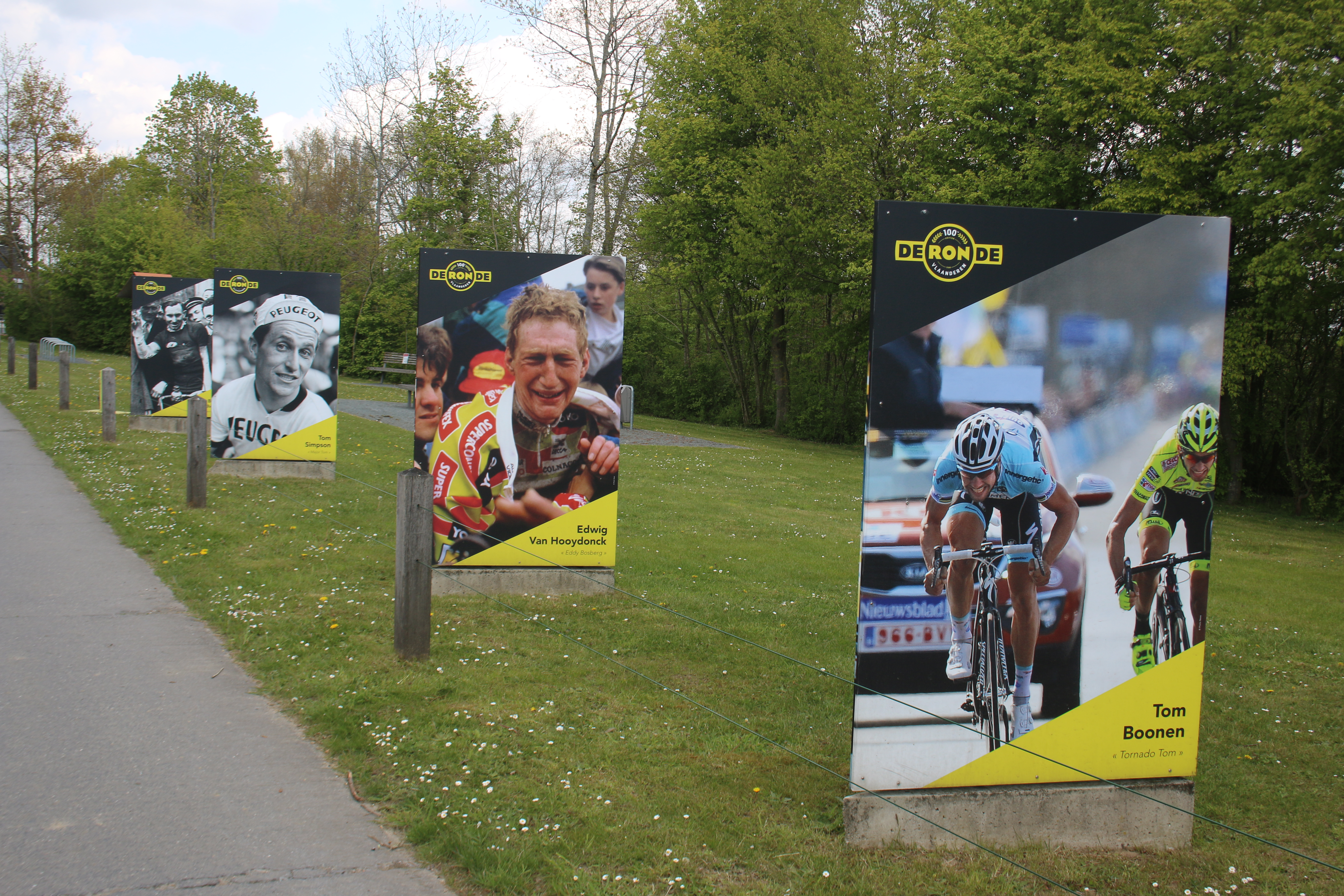
De Ronde van Vlaanderenstraat

Het monument voor Karel Van Wijnendaele is een gedenkteken voor Karel Van Wijnendaele, de grote promotor van de Ronde van Vlaanderen. Het monument bevindt zich aan de Ronde van Vlaanderenstraat in Kwaremont (Kluisbergen), dicht bij de top van de Knokteberg, de Oude Kwaremont en de Nieuwe Kwaremont. Het monument bestaat uit een wand met opschrift Karel Van Wijnendaele 1882 - 1961 met daarvoor een buste van hem. Het monument werd ingehuldigd op 4 april 1964.
In 2016 werd de Ronde van Vlaanderenstraat door Toerisme Vlaanderen en Toerisme Vlaamse Ardennen (Toerisme Oost-Vlaanderen) omgebouwd tot een Ronde-belevingsstraat, met de namen van de rondewinnaars per jaar op het asfalt geschilderd en een eregalerij met fotozuilen van iconische rondewinnaars. Aan het monument voor Karel Van Wijnendaele werd een mozaïek van kasseien aangelegd met beeltenissen van alle rondewinnaars. Omdat de foto's snel vervaagden, werd in 2023 een nieuwe wall of fame gebouwd. De LF Heuvelroute, de LF Vlaanderenroute en de blauwe lus van de Ronde van Vlaanderenroute lopen door de Ronde van Vlaanderenstraat.